# Peymāne
Peimānnä, Paymaneh, auch Pajmaneh, war ein persisches Volumenmaß (Hohlmaß). Gemessen wurde Wein, Essig, zerlassene Schafsbutter und ähnliche Waren. Das Maß wurde schon von Gaza Ḫān, wie auch Ḫīk der Schlauch als Weinmaß, um 1300 festgelegt, hatte aber entsprechend der abzumessenden Flüssigkeiten unterschiedliche Gefässgröße. 
- 1 Peimānnä = 10 Männ (Täbris) = 8,3 Kilogramm (etwa 8,3 Liter)

Bei der Belieferung des Hofstaates oder für Ehrengeschenke galt:
- 1 Ḫīk = 5 Peimānnä = 50 Männ = 13000 Dirham = 41,7 Liter

Bei Festgelagen wurde mit einem Ḫik weniger gerechnet, so dass es galt:
- 1 Ḫīk = 4 Peimānnä = 40 Männ = 33,4 Liter